# Ligat ha'Al 2022-2023 (pallacanestro)
La Ligat ha'Al 2022-2023 è la 69ª edizione del massimo campionato israeliano di pallacanestro maschile.

## Regular season
| Pos | Squadra             | G  | V  | P  | GF   | GS   | DG   | %    | Qualificazione o retrocessione |
| --- | ------------------- | -- | -- | -- | ---- | ---- | ---- | ---- | ------------------------------ |
| 1   | Maccabi Tel Aviv    | 22 | 19 | 3  | 2035 | 1677 | +358 | ,864 | Qualificate al gruppo A        |
| 2   | Hapoel Tel Aviv     | 22 | 18 | 4  | 1976 | 1828 | +148 | ,818 | Qualificate al gruppo A        |
| 3   | Hapoel Gerusalemme  | 22 | 15 | 7  | 1764 | 1623 | +141 | ,682 | Qualificate al gruppo A        |
| 4   | Hapoel Holon        | 22 | 14 | 8  | 1907 | 1842 | +65  | ,636 | Qualificate al gruppo A        |
| 5   | Hapoel Galil Elyon  | 22 | 11 | 11 | 1870 | 1929 | −59  | ,500 | Qualificate al gruppo A        |
| 6   | Ironi Nes Ziona     | 22 | 11 | 11 | 1946 | 1948 | −2   | ,500 | Qualificate al gruppo A        |
| 7   | Hapoel Be'er Sheva  | 22 | 10 | 12 | 1859 | 1912 | −53  | ,455 | Qualificate al gruppo B        |
| 8   | Bnei Herzliya       | 22 | 10 | 12 | 1838 | 1815 | +23  | ,455 | Qualificate al gruppo B        |
| 9   | Ironi Kiryat Ata    | 22 | 7  | 15 | 1805 | 1902 | −97  | ,318 | Qualificate al gruppo B        |
| 10  | Hapoel Eilat        | 22 | 7  | 15 | 1751 | 1937 | −186 | ,318 | Qualificate al gruppo B        |
| 11  | Hapoel Haifa        | 22 | 6  | 16 | 1732 | 1911 | −179 | ,273 | Qualificate al gruppo B        |
| 12  | Hapoel Gilboa Galil | 22 | 4  | 18 | 1741 | 1900 | −159 | ,182 | Qualificate al gruppo B        |

## Seconda fase

### Poule play-off
| Pos | Squadra            | G  | V  | P  | GF   | GS   | DG   | %    | Qualificazione o retrocessione |
| --- | ------------------ | -- | -- | -- | ---- | ---- | ---- | ---- | ------------------------------ |
| 1   | Maccabi Tel Aviv   | 27 | 22 | 5  | 2467 | 2090 | +377 | ,815 | Qualificate ai play-off        |
| 2   | Hapoel Gerusalemme | 27 | 20 | 7  | 2179 | 1994 | +185 | ,741 | Qualificate ai play-off        |
| 3   | Hapoel Tel Aviv    | 27 | 20 | 7  | 2420 | 2277 | +143 | ,741 | Qualificate ai play-off        |
| 4   | Hapoel Holon       | 27 | 17 | 10 | 2354 | 2273 | +81  | ,630 | Qualificate ai play-off        |
| 5   | Hapoel Galil Elyon | 27 | 13 | 14 | 2304 | 2365 | −61  | ,481 | Qualificate ai play-off        |
| 6   | Ironi Nes Ziona    | 27 | 11 | 16 | 2344 | 2418 | −74  | ,407 | Qualificate ai play-off        |

### Poule retrocessione
| Pos | Squadra             | G  | V  | P  | GF   | GS   | DG   | %    | Qualificazione o retrocessione |
| --- | ------------------- | -- | -- | -- | ---- | ---- | ---- | ---- | ------------------------------ |
| 1   | Bnei Herzliya       | 27 | 14 | 13 | 2282 | 2210 | +72  | ,519 | Qualificate ai play-off        |
| 2   | Hapoel Be'er Sheva  | 27 | 13 | 14 | 2312 | 2352 | −40  | ,481 | Qualificate ai play-off        |
| 3   | Hapoel Haifa        | 27 | 9  | 18 | 2196 | 2359 | −163 | ,333 |                                |
| 4   | Ironi Kiryat Ata    | 27 | 9  | 18 | 2232 | 2362 | −130 | ,333 |                                |
| 5   | Hapoel Eilat        | 27 | 9  | 18 | 2210 | 2400 | −190 | ,333 |                                |
| 6   | Hapoel Gilboa Galil | 27 | 5  | 22 | 2140 | 2340 | −200 | ,185 | Rotrocessa in Liga Leumit      |

## Play-off
|  | Quarti di finale | Quarti di finale   | Quarti di finale   | Quarti di finale   | Quarti di finale | Quarti di finale | Quarti di finale |  |  | Semifinali | Semifinali       | Semifinali       | Semifinali       | Semifinali       | Semifinali      | Semifinali |     |    | Finale | Finale           | Finale           | Finale           | Finale | Finale | Finale |  |
|  |                  |                    |                    |                    |                  |                  |                  |  |  |            |                  |                  |                  |                  |                 |            |     |    |        |                  |                  |                  |        |        |        |  |
|  | 1                | Maccabi Tel Aviv   | Maccabi Tel Aviv   | Maccabi Tel Aviv   | 86               | 80               | 82               |  |  |            |                  |                  |                  |                  |                 |            |     |    |        |                  |                  |                  |        |        |        |  |
|  | 8                | Hapoel Be'er Sheva | Hapoel Be'er Sheva | Hapoel Be'er Sheva | 77               | 76               | 77               |  |  | 1          | Maccabi Tel Aviv | Maccabi Tel Aviv | Maccabi Tel Aviv | Maccabi Tel Aviv | 90              | 112        |     |    |        |                  |                  |                  |        |        |        |  |
|  | 4                | Hapoel Holon       | Hapoel Holon       | Hapoel Holon       | 106              | 96               | 97               |  |  | 4          | Hapoel Holon     | Hapoel Holon     | Hapoel Holon     | Hapoel Holon     | 76              | 85         |     |    |        |                  |                  |                  |        |        |        |  |
|  | 5                | Hap. Galil Elyon   | Hap. Galil Elyon   | Hap. Galil Elyon   | 69               | 88               | 88               |  |  |            |                  |                  |                  |                  |                 |            |     |    | 1      | Maccabi Tel Aviv | Maccabi Tel Aviv | Maccabi Tel Aviv | 90     | 74     | 94     |  |
|  | 2                | H. Gerusalemme     | H. Gerusalemme     | 81                 | 64               | 74               | 86               |  |  |            |                  | 3                | Hapoel Tel Aviv  | Hapoel Tel Aviv  | Hapoel Tel Aviv | 79         | 112 | 90 |        |                  |                  |                  |        |        |        |  |
|  | 7                | Bnei Herzliya      | Bnei Herzliya      | 70                 | 75               | 69               | 61               |  |  | 2          | H. Gerusalemme   | H. Gerusalemme   | H. Gerusalemme   | H. Gerusalemme   | 55              | 68         |     |    |        |                  |                  |                  |        |        |        |  |
|  | 3                | Hapoel Tel Aviv    | Hapoel Tel Aviv    | Hapoel Tel Aviv    | 90               | 106              | 102              |  |  | 3          | Hapoel Tel Aviv  | Hapoel Tel Aviv  | Hapoel Tel Aviv  | Hapoel Tel Aviv  | 86              | 77         |     |    |        |                  |                  |                  |        |        |        |  |
|  | 6                | Ironi Nes Ziona    | Ironi Nes Ziona    | Ironi Nes Ziona    | 77               | 75               | 69               |  |  |            |                  |                  |                  |                  |                 |            |     |    |        |                  |                  |                  |        |        |        |  |

## Premi

### Riconoscimenti individuali
| Riconoscimento                | Giocatore         | Squadra            |
| ----------------------------- | ----------------- | ------------------ |
| MVP regular season            | Zach Hankins      | H. Gerusalemme     |
| MVP regular season israeliano | Tomer Ginat       | Hapoel Tel Aviv    |
| MVP finali                    | Wade Baldwin      | Maccabi Tel Aviv   |
| Miglior allenatore            | Aleksandar Džikić | H. Gerusalemme     |
| Giocatore rivelazione         | Roy Paretsky      | Hapoel Be'er Sheva |
| Miglior sesto uomo            | Bar Timor         | Hapoel Tel Aviv    |
| Giocatore più migliorato      | Itay Moskovich    | Hap. Galil Elyon   |
| Migliore difensore            | Or Cornelius      | H. Gerusalemme     |

### Quintetti ideali
| All-Israeli League Fisrt Team 2022-2023 | All-Israeli League Fisrt Team 2022-2023 | All-Israeli League Second Team 2022-2023 | All-Israeli League Second Team 2022-2023 |
| --------------------------------------- | --------------------------------------- | ---------------------------------------- | ---------------------------------------- |
| D.J. Cooper                             | Ironi Nes Ziona                         | Wade Baldwin                             | Maccabi Tel Aviv                         |
| Joe Ragland                             | Hapoel Holon                            | Khadeen Carrington                       | H. Gerusalemme                           |
| Tomer Ginat                             | Hapoel Tel Aviv                         | Jordan McRae                             | Hapoel Tel Aviv                          |
| Roman Sorkin                            | Maccabi Tel Aviv                        | Nimrod Levi                              | Hap. Galil Elyon                         |
| Zach Hankins                            | H. Gerusalemme                          | Maurice Kemp                             | Bnei Herzliya                            |